# Vi bo ej här, vi blott här nere gästa
Vi bo ej här, vi blott här nere gästa är en psalmtext av Otto Alfred Ottander, som fått inspiration till denna psalm av en text publicerad i Gotlands Missionstidning 9/1875. Ottanders text har sex verser, eller strofer, som är det vetenskapligt musikakademiskt korrekta uttrycket.
Melodin är densamma som till O fröjden er därav, I Jesu vänner. Den publicerades i melodiboken till Hemlandssånger 1879. Baptiserna anvisade i sin sångbok Psalmisten till Jag har en vän, så huld, så mild, så tålig.

## Publicerad i
- Östra Smålands Missionsblad nr 10/1876 med rubriken "Tankar på hemresan.".
- Hemlandssånger 1891 nr 449 under rubriken "Hoppet, hemlängtan".
- Sions Sånger 1951 nr 36 med inledningen "Ej bo vi här, vi blott här nere gästa"
- Sions Sånger 1981, nr 211 under rubriken "Längtan till hemlandet" med samma inledningsrad som år 1951.
- Segertoner 1988 som nr 646 under rubriken "Pilgrimsvandringen".[1]